# Araf (film)
 (janvier 2013).
Si vous disposez d'ouvrages ou d'articles de référence ou si vous connaissez des sites web de qualité traitant du thème abordé ici, merci de compléter l'article en donnant les références utiles à sa vérifiabilité et en les liant à la section « Notes et références ».
Pour les articles homonymes, voir Araf.
Pour plus de détails, voir Fiche technique et Distribution.
Araf (littéralement « l'avortement ») est un film turc réalisé en 2006 par Biray Dalkiran.

## Synopsis
Inspiré d'une histoire vraie, le film montre l'histoire d'Eda (Akasya Aslitürkmen), une ballerine qui aimait Cihan (Kubilay Tunçer), un homme marié. Quand elle s'est rendu compte qu'elle était dans le quatrième mois de grossesse, elle pensait qu'un avortement résoudrait le problème.
Le soir de son avortement, Oya (Deniz Soyarslan), sa compagne de l'académie de danse, fait le solo à sa place, Eda s'étant fait avorter dans des conditions illégales et au risque de sa vie. Son choix a changé sa vie en enfer.
Trois années plus tard, elle épouse un photographe, Cenk (Murat Yildirim) et devient à nouveau enceinte.

## Fiche technique
- Titre : Araf
- Titre anglais : The Abortion
- Réalisation : Biray Dalkiran
- Scénario : Hakan Bilir et Biray Dalkiran
- Musique : Hayko Cepkin
- Photographie : Askin Sagiroglu
- Montage : Hüseyin Biçe
- Production : Biray Dalkiran
- Société de production : Biray Dalkiran DFGS AMERICA et DFGS Yapim
- Pays :  Turquie
- Genre : Horreur et thriller
- Durée : 97 minutes
- Dates de sortie : 
  -  Turquie : 6 octobre 2006

## Distribution
- Akasya Asiltürkmen : Eda
- Murat Yildirim : Cenk
- Kubilay Tunçer : Cihan
- Yasin Serif Tulun : Kaan